# Юрьевская пещера
Юрьевская пещера — одна из известнейших пещер в республике Татарстан. Расположена в Камско-Устьинском районе к юго-востоку от населенного пункта Тенишево, в Богородских горах. С 1986 года объявлена памятником природы регионального значения (III категория МСОП).

## История исследования
Пещера впервые исследована А. В. Ступишиным в 1953 году. Размеры пещеры составили: длина — 20 метров; площадь — 58 м². В мае 1971 года новички Казанской спелеосекции при посещении пещеры разобрали нагромождение камней и смогли проникнуть в новую часть длиной более 360 метров.
В 2008—2009 годах спелеологами НГСС (Набережные Челны) при участии Ассоциации спелеологов Урала произведена пересъемка всех известных частей пещеры. Размеры её достигли 507 м.
В 2010 году в результате раскопок спелеологам казанской секции удалось выйти в новый крупный участок пещеры. Юрьевская пещера — самая протяженная естественная пещера Среднего Поволжья (вторая по длине в Поволжье). Длина пещеры, по данным на сентябрь 2010 г., составила 990 м.
В 1986 году объявлена памятником природы регионального значения (III категория МСОП).
Геология
Пещера сформировалась в гидродинамической зоне вертикальной циркуляции талых и дождевых воды, которые разрушают и растворяют породы, проникая в пещеру по трещинам в доломитах. Частично на формирование пещеры оказали влияние гравитационные процессы, в результате чего происходило обрушение потолка.
Для пещеры характерно наличие гипсовых слепых колодцев глубиной до 4 м и диаметром до 0,5 м, гипсовых останцов, напоминающих сталактиты, и выступов в форме прилавков, нависающих на разной высоте над дном. Есть колодцы и останцы диаметром до 3,5 при высоте 2—3 м. Такая морфология пещеры определяется особенностями растворения гипса.

## Туризм
Юрьевская пещера — единственная пещера в Татарстане, доступная для туризма. Принято решение на региональном уровне о благоустройстве прилегающей территории с целью привлечения туристов.
На благоустройство территории у Юрьевских пещер, где обустроили безопасный спуск, направили 50 млн руб. Еще 30 млн потратят на возведение визит-центра. Работы направлены на снижение антропогенной нагрузки на природу.